# Diego Bueno de Acosta
Diego Bueno de Acosta y Guadarrama Noroña (Valverde, 12 de enero de 1696 - íbidem, septiembre de 1758) fue un militar y funcionario español oriundo de la isla de El Hierro que ocupó varios cargos en la vecina isla de La Gomera al servicio de su IV. conde, don Antonio José de Herrera Ayala y Rojas. Como comandante general de las milicias de la isla, durante la guerra del Asiento de 1743 fue el responsable de organizar la exitosa defensa de la isla frente a la tentativa de invasión protagonizada por el británico Charles Windham.
Tras la victoria, supervisó la construcción de la capilla del Pilar en la iglesia de Nuestra Señora de La Asunción . En esta capilla, en uno de los laterales del retablo se encuentra una curiosa maldición a los invasores ingleses, completado por la presencia de un ya desvanecido fresco que conmemora la batalla:
“Hora mala, perros malditos, josicos de diablos, revienta perros malditos, por toda la Eternidad de Dios. Amén.”
Tras revueltas de los gomeros contra el Conde, terminó por retirarse en algún momento de 1748 a su isla natal, donde murió en algún momento en septiembre del año 1758.